# オオオカメコオロギ
オオオカメコオロギ（大阿亀蟋蟀、Loxoblemmus magnatus ）は、バッタ目（直翅目）コオロギ科のコオロギの一種。

## 分布
日本（本州、四国、九州）固有種

## 形態
体長は、オスが17-21mm、メスが17-20mm。オスの触角第一節には、突起が無い。

## 生態
膝高ほどの草地に生息する。出現期は7-10月。
雑食性、植物や小動物の死骸などを食べる。鳴き声はタタタタタ…と、ミツカドコオロギに似る声で低く柔らかく鳴く。卵で越冬する。

## 人間との関係
近年生育地が開発されるなどし、個体数が減少している。10の県で絶滅危惧種に指定されている。